# Canton du Pilat
Le canton du Pilat est une circonscription électorale française du département de la Loire.

## Histoire
Un nouveau découpage territorial de la Loire entre en vigueur à l'occasion des élections départementales de 2015. Il est défini par le décret du 26 février 2014, en application des lois du 17 mai 2013 (loi organique 2013-402 et loi 2013-403). Les conseillers départementaux sont, à compter de ces élections, élus au scrutin majoritaire binominal mixte. Les électeurs de chaque canton élisent au Conseil départemental, nouvelle appellation du Conseil général, deux membres de sexe différent, qui se présentent en binôme de candidats. Les conseillers départementaux sont élus pour 6 ans au scrutin binominal majoritaire à deux tours, l'accès au second tour nécessitant 12,5 % des inscrits au 1er tour. En outre la totalité des conseillers départementaux est renouvelée. Ce nouveau mode de scrutin nécessite un redécoupage des cantons dont le nombre est divisé par deux avec arrondi à l'unité impaire supérieure si ce nombre n'est pas entier impair, assorti de conditions de seuils minimaux. Dans la Loire, le nombre de cantons passe ainsi de 40 à 21.
Le canton du Pilat est formé de communes des anciens cantons de Saint-Genest-Malifaux (8 communes), de Pélussin (14 communes), de Bourg-Argental (8 communes), de La Grand-Croix (2 communes), de Rive-de-Gier (2 communes) et de Saint-Chamond-Sud (1 commune). Il est entièrement inclus dans l'arrondissement de Saint-Étienne. Le bureau centralisateur est situé à Pélussin.

## Représentation
| Période élective | Période élective | Mandat | Mandat                 | Identité              | Nuance | Nuance | Qualité |
| ---------------- | ---------------- | ------ | ---------------------- | --------------------- | ------ | ------ | --- |
| 2015             | 2021             | 2015   | avril 2018 (démission) | Bernard Bonne         |        | LR     | Sénateur de la Loire (depuis 2017) Ancien Président du conseil général puis départemental (2008-2017) Ancien conseiller général du canton de Bourg-Argental (1992-2015) |
| 2015             | 2021             | 2015   | 2021                   | Valérie Peysselon     |        | DVD    | Maire de Vérin |
| 2015             | 2021             | 2018   | 2021                   | Georges Bonnard       |        | DVD    | Maire de Pélussin (2001-2020) Ancien conseiller général du canton de Pélussin (2008-2015)                                                                               |
| 2021             | 2028             | 2021   | en cours               | Jean-François Chorain |        | DVD    | Maire de Marlhes, Chef d'entreprise, Président de l'association interprofessionnelle de la filière forêt-bois de la Loire                                               |
| 2021             | 2028             | 2021   | en cours               | Valérie Peysselon     |        | DVD    | Conseillère sortante |

### Résultats détaillés

#### Élections de mars 2015
À l'issue du 1er tour des élections départementales de 2015, trois binômes sont en ballottage : Bernard Bonne et Valérie Peysselon (Union de la Droite, 43,27 %), Tristan de Closmadeuc et Judith Pestour (FN, 29,46 %) et Anne de Beaumont et Pierre Soyer (DVG, 27,27 %). Le taux de participation est de 55,76 % (14 606 votants sur 26 196 inscrits) contre 48,48 % au niveau départemental et 50,17 % au niveau national.
Au second tour, Bernard Bonne et Valérie Peysselon (Union de la Droite) sont élus avec 45,81 % des suffrages exprimés et un taux de participation de 56,59 % (6 581 voix pour 14 825 votants et 26 196 inscrits).

#### Élections de juin 2021
Le premier tour des élections départementales de 2021 est marqué par un très faible taux de participation (33,26 % au niveau national). Dans le canton du Pilat, ce taux de participation est de 36,52 % (9 962 votants sur 27 279 inscrits) contre 30,05 % au niveau départemental. À l'issue de ce premier tour, deux binômes sont en ballottage : Jean-François Chorain et Valérie Peysselon (DVD, 32,95 %) et Robert Corvaisier et Marie Velly (Divers, 30,52 %).
Le second tour des élections est marqué une nouvelle fois par une abstention massive équivalente au premier tour. Les taux de participation sont de 34,36 % au niveau national, 31,31 % dans le département et 37,21 % dans le canton du Pilat. Jean-François Chorain et Valérie Peysselon (DVD) sont élus avec 57,3 % des suffrages exprimés (5 426 voix pour 10 151 votants et 27 283 inscrits),,.

## Composition
Le canton du Pilat comprend trente-cinq communes.
| Nom                              | Code Insee | Intercommunalité        | Superficie (km2) | Population (dernière pop. légale) | Densité (hab./km2) | Modifier                                    |
| -------------------------------- | ---------- | ----------------------- | ---------------- | --------------------------------- | ------------------ | ------------------------------------------- |
| Pélussin (bureau centralisateur) | 42168      | CC du Pilat Rhodanien   | 32,16            | 3 665 (2022)                      | 114                | modifier les données · modifier les données |
| Le Bessat                        | 42017      | CC des Monts du Pilat   | 10,06            | 525 (2022)                        | 52                 | modifier les données · modifier les données |
| Bessey                           | 42018      | CC du Pilat Rhodanien   | 6,24             | 465 (2022)                        | 75                 | modifier les données · modifier les données |
| Bourg-Argental                   | 42023      | CC des Monts du Pilat   | 20,15            | 2 920 (2022)                      | 145                | modifier les données · modifier les données |
| Burdignes                        | 42028      | CC des Monts du Pilat   | 30,81            | 409 (2022)                        | 13                 | modifier les données · modifier les données |
| La Chapelle-Villars              | 42051      | CC du Pilat Rhodanien   | 8,25             | 533 (2022)                        | 65                 | modifier les données · modifier les données |
| Chavanay                         | 42056      | CC du Pilat Rhodanien   | 15,06            | 2 886 (2022)                      | 192                | modifier les données · modifier les données |
| Chuyer                           | 42064      | CC du Pilat Rhodanien   | 12,06            | 751 (2022)                        | 62                 | modifier les données · modifier les données |
| Colombier                        | 42067      | CC des Monts du Pilat   | 17,86            | 295 (2022)                        | 17                 | modifier les données · modifier les données |
| Doizieux                         | 42085      | Saint-Étienne Métropole | 28,07            | 861 (2022)                        | 31                 | modifier les données · modifier les données |
| Graix                            | 42101      | CC des Monts du Pilat   | 8,58             | 134 (2022)                        | 16                 | modifier les données · modifier les données |
| Jonzieux                         | 42115      | CC des Monts du Pilat   | 10,32            | 1 229 (2022)                      | 119                | modifier les données · modifier les données |
| Lupé                             | 42124      | CC du Pilat Rhodanien   | 1,47             | 307 (2022)                        | 209                | modifier les données · modifier les données |
| Maclas                           | 42129      | CC du Pilat Rhodanien   | 10,15            | 1 867 (2022)                      | 184                | modifier les données · modifier les données |
| Malleval                         | 42132      | CC du Pilat Rhodanien   | 5,06             | 619 (2022)                        | 122                | modifier les données · modifier les données |
| Marlhes                          | 42139      | CC des Monts du Pilat   | 32,60            | 1 338 (2022)                      | 41                 | modifier les données · modifier les données |
| Pavezin                          | 42167      | Saint-Étienne Métropole | 8,87             | 399 (2022)                        | 45                 | modifier les données · modifier les données |
| Planfoy                          | 42172      | CC des Monts du Pilat   | 12,27            | 1 072 (2022)                      | 87                 | modifier les données · modifier les données |
| Roisey                           | 42191      | CC du Pilat Rhodanien   | 13,03            | 1 006 (2022)                      | 77                 | modifier les données · modifier les données |
| Saint-Appolinard                 | 42201      | CC du Pilat Rhodanien   | 9,84             | 705 (2022)                        | 72                 | modifier les données · modifier les données |
| Saint-Genest-Malifaux            | 42224      | CC des Monts du Pilat   | 47,08            | 2 912 (2022)                      | 62                 | modifier les données · modifier les données |
| Saint-Julien-Molin-Molette       | 42246      | CC des Monts du Pilat   | 9,45             | 1 143 (2022)                      | 121                | modifier les données · modifier les données |
| Saint-Michel-sur-Rhône           | 42265      | CC du Pilat Rhodanien   | 5,87             | 872 (2022)                        | 149                | modifier les données · modifier les données |
| Saint-Pierre-de-Bœuf             | 42272      | CC du Pilat Rhodanien   | 5,95             | 1 705 (2022)                      | 287                | modifier les données · modifier les données |
| Saint-Régis-du-Coin              | 42280      | CC des Monts du Pilat   | 20,40            | 416 (2022)                        | 20                 | modifier les données · modifier les données |
| Saint-Romain-les-Atheux          | 42286      | CC des Monts du Pilat   | 14,68            | 949 (2022)                        | 65                 | modifier les données · modifier les données |
| Saint-Sauveur-en-Rue             | 42287      | CC des Monts du Pilat   | 30,26            | 1 083 (2022)                      | 36                 | modifier les données · modifier les données |
| Sainte-Croix-en-Jarez            | 42210      | Saint-Étienne Métropole | 12,05            | 484 (2022)                        | 40                 | modifier les données · modifier les données |
| Tarentaise                       | 42306      | CC des Monts du Pilat   | 12,57            | 509 (2022)                        | 40                 | modifier les données · modifier les données |
| La Terrasse-sur-Dorlay           | 42308      | Saint-Étienne Métropole | 8,69             | 771 (2022)                        | 89                 | modifier les données · modifier les données |
| Thélis-la-Combe                  | 42310      | CC des Monts du Pilat   | 14,57            | 143 (2022)                        | 9,8                | modifier les données · modifier les données |
| La Valla-en-Gier                 | 42322      | Saint-Étienne Métropole | 34,78            | 1 118 (2022)                      | 32                 | modifier les données · modifier les données |
| Véranne                          | 42326      | CC du Pilat Rhodanien   | 15,96            | 917 (2022)                        | 57                 | modifier les données · modifier les données |
| Vérin                            | 42327      | CC du Pilat Rhodanien   | 3,05             | 655 (2022)                        | 215                | modifier les données · modifier les données |
| La Versanne                      | 42329      | CC des Monts du Pilat   | 15,13            | 386 (2022)                        | 26                 | modifier les données · modifier les données |
| Canton du Pilat                  | 4208       |                         | 543,40           | 36 049 (2022)                     | 66                 | modifier les données                        |

## Démographie
En 2022, le canton comptait 36 049 habitants, en évolution de +2,06 % par rapport à 2016 (Loire : +1,32 %, France hors Mayotte : +2,11 %).
| 2013   | 2018   | 2022   |
| ------ | ------ | ------ |
| 35 146 | 35 547 | 36 049 |